# Laryngitis
«Laryngitis» (рус. Ларингит) — восемнадцатый эпизод первого сезона американского музыкального телесериала «Хор», показанный телеканалом Fox 11 мая 2010 года. В серии Пак решает начать встречаться с Мерседес, чтобы поднять свой социальный статус, Курт ревнует, что его отец проводит много времени с Финном, а Рейчел беспокоится о своём голосе после поставленного ей диагноза ангина. В гостевой роли появился Майк О’Мэлли в роли отца Курта, Барта Хаммела, а также Зак Вайнштейн в роли парализованного футболиста и друга Финна. В серии прозвучали кавер-версии восьми песен, пять из которых были выпущены в качестве синглов посредством цифровой дистрибуции и вошли в альбом Glee: The Music, Volume 3 Showstoppers.

## Сюжет
Пак (Марк Саллинг) вынужден сбрить свой ирокез про просьбе дерматолога, после чего он обнаруживает, что больше не является главным хулиганом школы. Пытаясь вернуть свой социальный статус, он решает начать встречаться с Мерседес (Эмбер Райли), которая недавно вступила в команду поддержки. Мерседес изначально отвергает Пака, однако после исполнения дуэтом композиции «The Lady Is a Tramp» она соглашается, поверив в истинные чувства Пака. Бывшая подруга Пака, Сантана (Ная Ривера) ревнует его, и, пытаясь объяснить это Мерседес, поёт вместе с ней песню «The Boy Is Mine». Когда Мерседес понимает, что Пак вернул свой статус хулигана и использовал её, она расстаётся с ним и уходит из команды поддержки.
Между тем Рейчел (Лиа Мишель) замечает, что некоторые члены хора не стараются во время исполнения композиций, из-за чего ей приходится тянуть высокие ноты в одиночку. Она жалуется руководителю хора Уилл Шустер (Мэтью Моррисон), что из-за этого она сорвала голос. Шустер даёт хористам новое недельное задание — каждый из них должен исполнить сольную композицию, которая наилучшим образом выражает его чувства и представляет их.
Во время исполнения «The Climb» певицы Майли Сайрус Рейчел теряет голос. Врач ставит ей диагноз — острый тонзиллит, и, возможно, потребуется удаление миндалин. Рейчел беспокоится, что болезнь и операция могут повлиять на её голос, так как это единственное, что может помочь ей добиться успеха. Финн (Кори Монтейт) сопровождает Рейчел к доктору и пытается убедить, что любит её любой и даже без голоса, в отличие от Джесси Сент-Джеймса, который тут же сочтёт её непривлекательной, если она не сможет петь. Когда Рейчел переодевается за ширмой, Финн поёт песню «Jessie’s Girl». Чтобы лишить Рейчел страха перспектив, Финн решает познакомить её со своим другом, бывшим футболистом Шоном (Зак Венштейн), который после травмы на одном из матчей оказался парализован до груди. Рейчел смущена и шокирована увиденным, однако Финн просит её остаться. Шон рассказывает ей, каково жить в таком состоянии, и как он понял, что лишиться чего-то, о чём мечтаешь, — не самая худшая вещь. Рейчел понимает, что Шон помог ей, благодарит Финна и уходит.
Курт ревнует своего отца, Барта (Майк О’Мэлли), который проводит много времени с Финном после начала отношений с его матерью. Он решает, что дело в общих интересах, и начинает подражать внешнему виду своего отца: начинает носить рубашки грубого покроя, бейсболки, интересуется у отца его любимым исполнителем, Джоном Мелленкампом, и в качестве задания Шустера поёт его песню «Pink Houses». Курт пытается показать отцу, что изменился, и решает завести роман с Бриттани (Хизер Моррис) и подстраивает всё так, чтобы отец увидел их поцелуй. Разочарованный, что отец всё равно предпочитает его Финну, Курт поёт песню «Rose’s Turn». Барт слышит его исполнение и извиняется перед сыном за то, что проводил с ним мало времени. Он говорит, что любит его, несмотря на то, что он гей, и у них практически нет общих интересов.
После курса антибиотиков к Рейчел возвращается голос. Она отправляется навестить Шона и поблагодарить его за его рассказ. Она предлагает давать ему уроки вокала и поёт вместе с ним песню «One» группы U2, которую она решила выбрать и для задания Шустера. Эпизод заканчивается, когда Рейчел во время песни берёт Шона за руку.

## Реакция
Эпизод «Laryngitis» посмотрели 11,57 млн американских телезрителей. В Великобритании серию увидело 1,81 млн человек, что снова сделало шоу самым рейтинговым на цифровых каналах страны. В Канаде серия получила 1,97 млн просмотров и заняла 13 строчку в списке самых рейтинговых телепрограмм недели, а в Австралии — 15ю, с 1,44 млн просмотров.
Отзывы критиков о серии оказались смешанными. Тодд ВанДерФерфф из The A.V. Club, Бобби Хакинсон из Houston Chronicle, Бретт Берк из Vanity Fair и Джеймс Понивозик из Time положительно оценили эпизод, отметив, что именно здесь произошло возвращение сериала в прежнее русло после нескольких неудачных эпизодов, вышедших после зимнего перерыва. Лиза Респерс из французского отделения CNN написала, что эпизод «Laryngitis» был больше печальным, чем комедийным, и это не повредило сериалу. Хенрик Бэталлонс из BuddyTV и Даррен Франчич из Entertainment Weekly выразили обеспокоенность относительно демонстрации в серии второго персонажа-инвалида, поставив вопрос о том, чествуют ли их создатели или просто используют.